# Chloropoea opisthoxantha
Chloropoea opisthoxantha är en fjärilsart som beskrevs av Carpenter 1924. Chloropoea opisthoxantha ingår i släktet Chloropoea och familjen praktfjärilar. Inga underarter finns listade i Catalogue of Life.